# Bulwa korzeniowa

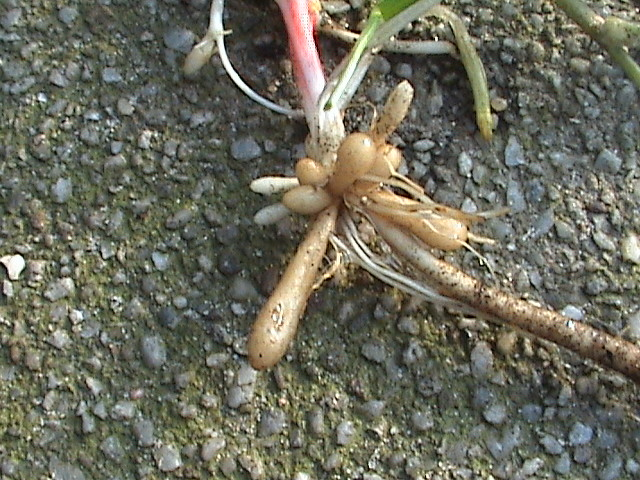
Bulwy korzeniowe ziarnopłonu wiosennego

Bulwa korzeniowa (łac. tuber, ang. tuber) –  zgrubiała część korzenia, pełniąca w roślinie funkcję spichrzową, tzn. jest magazynem substancji zapasowych, głównie białek i cukrów – szczególnie skrobi. Bulwa zbudowana jest głównie z tkanki miękiszowej.
Bulwy korzeniowe wytwarza np. dalia, ziarnopłon wiosenny. U niektórych roślin (np. storczyki) bulwa może magazynować wodę.
U bylin bulwa korzeniowa jest organem przetrwalnikowym. W czasie okresu niesprzyjającego wegetacji, np. zimy, lub suszy, pęd nadziemny rośliny obumiera, ale z bulwy, w której znajdują się substancje zapasowe oraz zawiązki pędów, może odtworzyć się nowa roślina.